# Valentina Ponomariova
Valentina Leonidovna Ponomariova (Moscou, 18 de setembro de 1933 – 8 de novembro de 2023) foi uma cosmonauta, piloto e cientista russa.

## Biografia
Ponomariova foi aluna da escola para meninas №156, em Moscou, graduando-se em 1951. Graduou-se, posteriormente, no Instituto de Aviação de Moscou, em 1957, na Academia Zhukovsky de Engenharia da Força Aérea, Monino, em 1967.
Em dezembro de 1961, a seleção de mulheres cosmonautas foi autorizada pelo governo da União Soviética, pois havia a intenção específica de garantir que a primeira mulher no espaço fosse uma cidadã soviética. Em fevereiro de 1962, Ponomariova foi selecionada como parte de um grupo de cinco cosmonautas femininas para que fossem treinadas para um voo espacial a bordo de uma espaçonave Vostok.
O grupo de cosmonautas femininas passou vários meses em treinamento intensivo, concluindo os seus exames em novembro de 1962, após os quais as demais quatro candidatas restantes foram comissionadas Tenentes Junior na Força Aérea Soviética. Ponomariova se estabeleceu como uma das principais candidatas, juntamente com Valentina Tereshkova e Irina Soloviova. Num primeiro momento, havia a intenção de enviar ao espaço não apenas uma, mas duas espaçonaves, lançadas em dias consecutivos. De acordo com os planos originais, ambas seriam tripuladas por mulheres, tornando a União Soviética não apenas a primeira nação a enviar uma mulher ao espaço, mas também a primeira a manter duas mulheres ao mesmo tempo em órbita.
A primazia de ser a primeira mulher no espaço caberia à Valentina Tereshkova, que seria lançada na nave Vostok 5, enquanto Ponomariova a seguiria no dia seguinte, na Vostok 6. Atualmente se sabe que Ponomariova não respondeu às expectativas soviéticas nas entrevistas e seu feminismo exacerbado fez com que os líderes soviéticos se inquietassem, algo que os levou a alterarem a vindoura missão conjunta. Além disso, Ponomariova foi considerada distante do padrão de "Nova Mulher Soviética", padrão este que era defendido pelo líder Nikita Krushev (Ponomariova era fumante, piloto, cientista, engenheira, além de um tanto desbocada). Além disso, em uma entrevista, Ponomariova compareceu usando batom e esmalte de unha, algo que a afastou ainda mais do padrão feminino esperado pelos líderes soviéticos, que defendiam a ideia da mulher simples, submissa e sem refinamentos, diametralmente oposta ao padrão de “mulher ocidental”. Ficou então decidido que a Vostok 5 levaria um cosmonauta do sexo masculino, não mais uma mulher. Este seria o cosmonauta Valeri Bykovski. Outra alteração é que Bykovski seria colocado como tripulante da Vostok 5, enquanto Tereshkova foi transferida para a Vostok 6, em junho de 1963. A cosmonauta de apoio de Tereshkova foi Irina Soloviova, com Ponomariova relegada a um segundo papel de apoio (ou seja: se Tereshkova, por algum motivo, não pudesse voar ao espaço, ela seria substituída por Irina Soloviova, como primeira opção; apenas se Soloviova também fosse impedida de voar é que Ponomariova teria alguma chance).
Mesmo com este revés, Ponomariova permaneceu no programa espacial até 1969. Chegou a ser cogitada como tripulante de uma missão de nave Soyuz ao redor da Lua, já em 1965; contudo, atrasos sucessivos no desenvolvimento da nave Soyuz levaram ao cancelamento definitivo desta missão. Em fins de 1966, ela também foi escolhida para comandar a primeira espaçonave a conduzir duas mulheres ao espaço (sua companheira de voo seria Irina Soloviova), em uma missão de dez dias a bordo da nave Voskhod 5. Contudo, o programa Voskhod foi cancelado após apenas dois voos, por ocasião da morte repentina de Sergei Koroliov, o projetista-chefe do programa espacial soviético, sem que ela (ou qualquer outra mulher) tivesse a oportunidade de voar. Ponomariova se retirou do programa espacial em 1969, quando ficou claro que não havia planos para um voo feminino a bordo de uma nave Soyuz por todo o futuro previsível (de fato, somente em 1982 é que outra mulher soviética, Svetlana Savitskaia, participaria de um voo espacial), algo que somente ocorreria após os Estados Unidos, concorrentes dos soviéticos na Corrida Espacial, divulgarem a escolha de suas primeiras mulheres astronautas)
Ponomariova, posteriormente, trabalhou em mecânica orbital no Centro de Treinamento de Cosmonautas Iuri Gagarin. Posteriormente, trabalhou como cientista investigadora no Instituto de Ciências e História Natural. Casou-se com o cosmonauta Iuri Ponomariov, em 1972, com quem teve dois filhos antes de se divorciar. Tal como Valentina, Iuri nunca voou ao espaço, embora tenha sido membro da equipe reserva das naves Soyuz 13 e Soyuz 18.
Ponomariova morreu em 8 de novembro de 2023.